# The Journey: Absolution
The Journey: Absolution es una película estadounidense de ciencia ficción de 1997, dirigida por David DeCoteau, escrita por Chris Chaffin, musicalizada por Marco Marinangeli, en la fotografía estuvo Howard Wexler y los protagonistas son Mario López, Nick Spano y Damon Sharpe, entre otros. El filme fue realizado por EGM Film International y Ed Ancoats; se estrenó el 9 de agosto de 1997.

## Sinopsis
Más de la mitad de la Tierra fue devastada por un asteroide. Una colonia militar de pocos integrantes, Nueva América, logró subsistir en el ártico, pero un soldado está desaparecido y las autoridades mandan a Ryan Murphy para que averigüe que paso.